# 핌리코

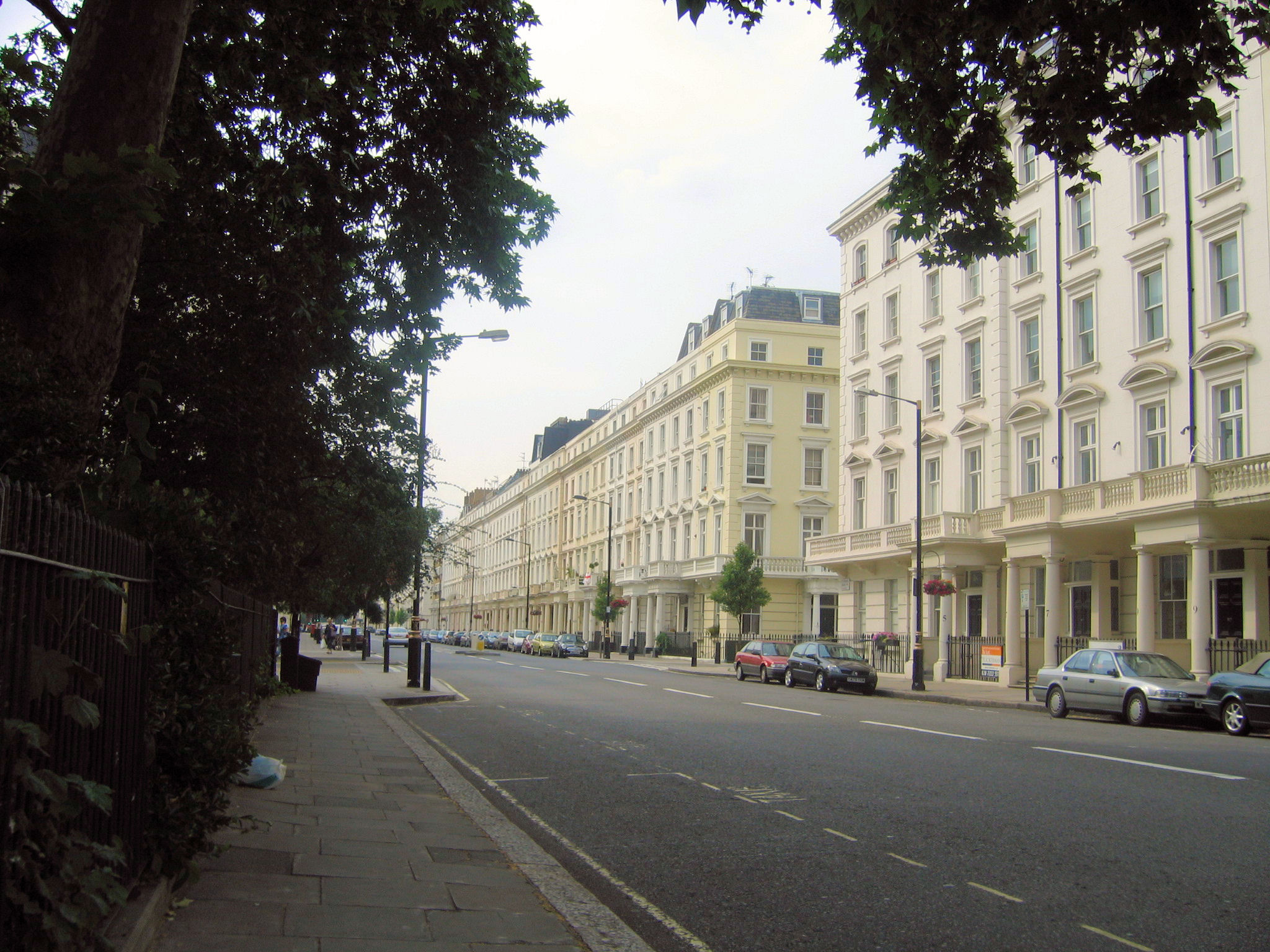
세인트 조지 광장의 벨그레이브 로드

핌리코(영어: Pimlico)는 시티오브웨스트민스터에 있는 센트럴런던의 한 지역으로, 이웃한 벨그라비아로 남쪽 연장선으로 건설되었다. 그것은 정원 광장과 독특한 리젠시 건축으로 알려져 있다. 핌리코는 북쪽으로는 런던 빅토리아역, 남쪽으로는 템스강, 동쪽으로는 보홀 브리지 로드, 서쪽으로는 그로스베너 운하와 경계를 접하고 있다. 그것의 중심에는 1825년에 시작하여 지금은 핌리코 보존 구역으로 보호되는 계획가 토머스 큐빗에 의해 세워진 주택가의 격자무늬가 있다. 가장 권위 있는 것은 정원 광장에 있는 것으로, 세인트 조지 광장, 워릭 광장, 에클스턴 광장 및 벨그레이브 로드와 세인트 조지 드라이브 주요 도로를 벗어나 웅장함이 감소하는 건물이다. 제2차 세계 대전 이전의 돌고래 광장과 처칠 정원, 릴링턴과 롱무어 정원 사유지가 추가되었는데, 지금은 그 자체로 보존 구역이다. 이 지역에는 350개 이상의 2급 건물과 몇 개의 2급 교회가 있다. 첼시의 경계에 있는 핌리코의 서쪽 끝자락에 있는 핌리코 로드는 최근 몇 년 동안 인테리어와 디자인 가게로 알려졌다.
주민들 중에는 에클스턴 광장에 살았던 정치인 윈스턴 처칠, 디자이너 로라 애슐리, 철학자 스와미 비베카난다, 배우 로렌스 올리비에, 삽화가이자 작가인 오브리 비어즐리, 케냐 대통령 조모 케냐타, 호주 총리 빌리 휴스, 잔디 테니스 발명가 월터 윙필드, 세계 기록 보유 파일럿 쉴라 스콧 등이 포함되어 있다.

## 운송

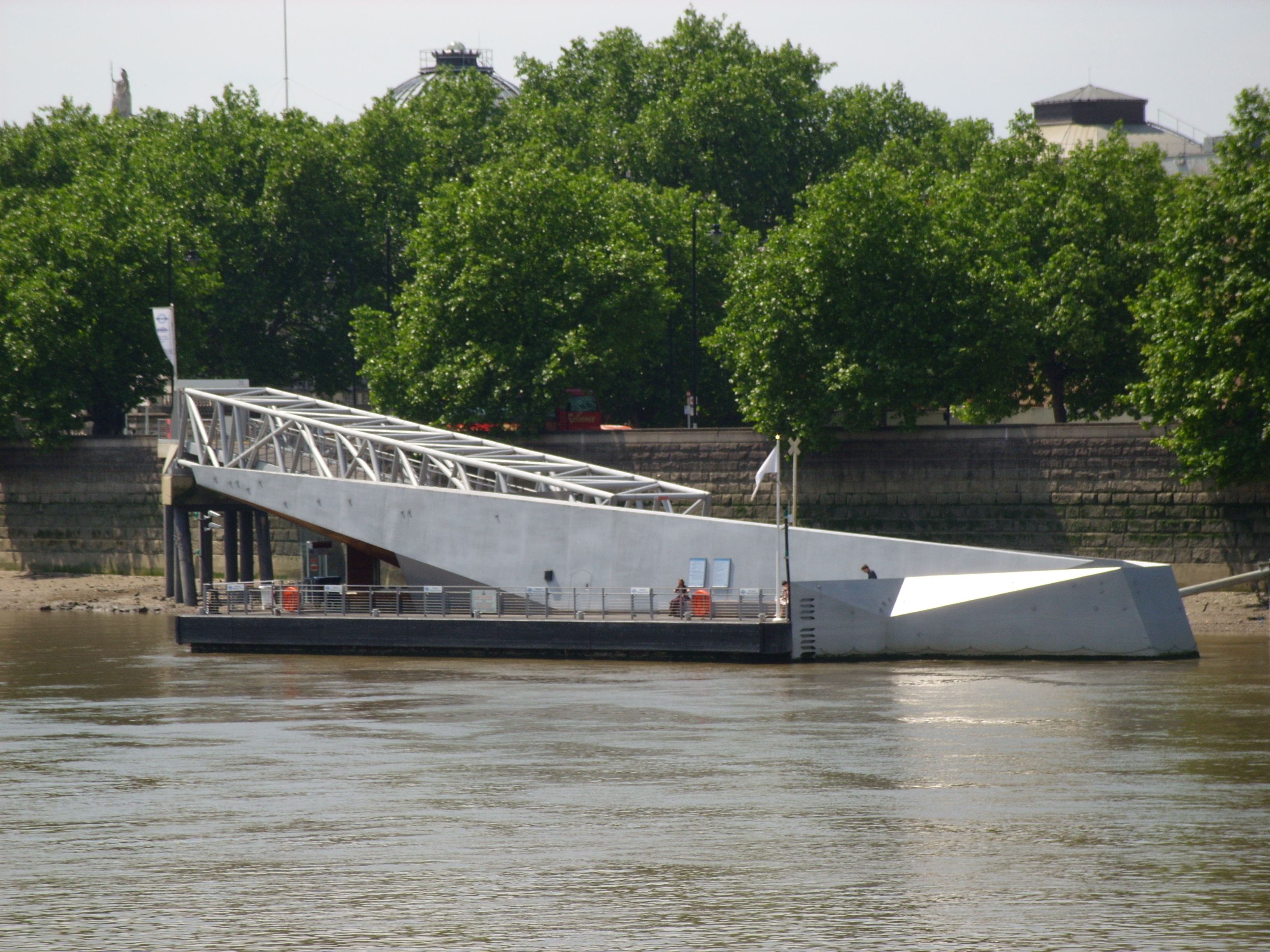
밀뱅크 밀레니엄 부두에서 리버보트 서비스가 운행된다.

핌리코역은 빅토리아선의 핌리코역과 빅토리아 디스트릭트역, 서클선의 빅토리아 역이 있다. 런던 빅토리아역까지 내셔널 철도가 운행한다. 핌리코를 중앙으로 운행하는 버스 노선은 24번, 360번, C10번이다. 더 많은 버스들이 보홀 브리지 로드(핌리코의 동쪽 경계)를 따라 운행한다. 밀뱅크 밀레니엄 부두에서 워털루와 서더크로 가는 리버보트 서비스가 운행된다.
이 지역에는 산탄데르 사이클 계획을 위한 12개의 도킹 스테이션이 있다.
핌리코는 빅토리아에서 첼시-해크니 노선 (크로스레일 2)으로 연결되었다. 나인 느릅나무와 배터시 발전소의 재개발을 위한 계획에는 세인트 조지 광장에서 강을 가로지르는 보행자 다리가 포함되어 있다.